# ミエナイチカラ 〜INVISIBLE ONE〜/MOVE
『ミエナイチカラ 〜INVISIBLE ONE〜/MOVE』（ミエナイチカラ 〜インヴィジブル・ワン〜/ムーブ）は、日本の音楽ユニット・B'zの19作目のシングル。1996年3月6日にVERMILLION RECORDSより発売された。

## 概要
B'z初の両A面シングルで、B'zの公式両A面シングルは本作と46thシングル『イチブトゼンブ/DIVE』、53rdシングル『声明/Still Alive』の3作品のみ。
「ミエナイチカラ 〜INVISIBLE ONE〜」は自身初のアニメタイアップ曲。アニメの放送開始に合わせて、タイアップ用の限定ジャケットも発売された。
ケースには勝新太郎からプレゼントされたテンガロンハットの写真が載せられている。
両曲ともオリジナル・アルバムには未収録となった。
発売に際してメンバーのテレビ出演は一切なく、現在においてミリオンセラーとなったB'zのシングル作品では唯一テレビ未演奏のままとなっている。

## 収録曲
| 全作詞: 稲葉浩志、全作曲: 松本孝弘。 |                                      |           |            |                              |      |
| #                                    | タイトル                             | 作詞      | 作曲・編曲 | 編曲                         | 時間 |
| 1.                                   | 「ミエナイチカラ 〜INVISIBLE ONE〜」 | 稲葉浩志  | 松本孝弘   | 松本孝弘・稲葉浩志・池田大介 | 4:41 |
| 2.                                   | 「MOVE」                             | 稲葉浩志  | 松本孝弘   | 松本孝弘・稲葉浩志           | 3:43 |
| 合計時間:                            | 合計時間:                            | 合計時間: | 8:24       |                              |      |

## 楽曲解説
1. ミエナイチカラ 〜INVISIBLE ONE〜
  - テレビ朝日系アニメ『地獄先生ぬ〜べ〜』の前期エンディングテーマ。
  - 逆回転させたドラムから始まる楽曲で、1曲を通してシンセベースが入っている[4]。
  - サビが2つ入っているが、これは松本が意図したもの[4]。
  - PVは1コーラスのみ製作されたが、当時「コンセプトが不明瞭だった」という理由でお蔵入りとなった。そのため、本曲のPVには『B'z LIVE-GYM '96 "Spirit LOOSE"』の映像が使用されていた。その後、2013年発売のベスト・アルバム『B'z The Best XXV 1988-1998』の初回限定盤に付属している特典DVDにPVが収録され、初公開された。
  - 1996年に行われた『B'z LIVE-GYM '96 "Spirit LOOSE"』および2008年に行われた『B'z LIVE-GYM 2008 "ACTION"』（アリーナ公演）では、アンコールラストナンバーとして演奏された。
2. MOVE
  - 1995年の12月からすでにベネッセ「進研ゼミ中学講座」CMソングとしてオンエアされており、このCMには、当時はまだ中学生だったバスケットボール選手の田臥勇太が出演していた。
  - PVとして「Real Thing Shakes」のレコーディング時の映像が使用されていたが、ベスト・アルバム『B'z The Best XXV 1988-1998』の初回限定盤に付属している特典DVDには『B'z LIVE-GYM '96 "Spirit LOOSE"』の映像が収録された。
  - 上記の通りオリジナル・アルバムには未収録で、1998年発売のベスト・アルバム『B'z The Best "Pleasure"』および『B'z The Best "Treasure"』にも収録されずアルバム未収録の状態が続いたが、2000年発売のマスト・アルバム『B'z The "Mixture"』に収録され、アルバム初収録となった。また、ベスト・アルバム『B'z The Best XXV 1988-1998』にも収録された。

## タイアップ
- テレビ朝日系アニメ『地獄先生ぬ〜べ〜』前期エンディングテーマ（#1）
- ベネッセコーポレーション「進研ゼミ中学講座」CMソング（#2）

## 参加ミュージシャン
- 松本孝弘:ギター、全曲作曲・編曲
- 稲葉浩志:ボーカル、全曲作詞・編曲
- 池田大介:マニピュレーター、編曲（#1）
- 明石昌夫:ベース
- 青山純:ドラム（#1）
- そうる透:ドラム（#1（イントロのユニゾンフレーズのみ）[5].#2）
- 増田隆宣:オルガン

## 収録アルバム
ミエナイチカラ 〜INVISIBLE ONE〜
- B'z The Best "Treasure"
- B'z The Best "ULTRA Pleasure"
- B'z The Best XXV 1988-1998

MOVE
- B'z The "Mixture"
- B'z The Best XXV 1988-1998

## ライブ映像作品
ミエナイチカラ 〜INVISIBLE ONE〜
- B'z LIVE-GYM Hidden Pleasure 〜Typhoon No.20〜
- B'z LIVE-GYM 2008 -ACTION-
- EPIC DAY（特典DVD）
- B'z COMPLETE SINGLE BOX（特典DVD）
- B'z LIVE-GYM Pleasure 2018 -HINOTORI-
- B'z SHOWCASE 2020 -5 ERAS 8820- Day1〜5

MOVE
- B'z LIVE-GYM 2010 "Ain't No Magic" at TOKYO DOME
- B'z The Best XXV 1988-1998（特典DVD）
- B'z COMPLETE SINGLE BOX（特典DVD）